# جون أ. كريغتون
جون أ. كريغتون (بالإنجليزية: John A. Creighton)‏ هو شخصية أعمال أمريكي، ولد في 15 أكتوبر 1831، وتوفي في 7 فبراير 1907.